# Synagoga Szmula Ledermana i Arona Fridricha w Łodzi
Synagoga Szmula Ledermana i Arona Fridricha w Łodzi – prywatny dom modlitwy znajdujący się w Łodzi przy ulicy Dzielnej 29.
Synagoga została zbudowana w 1908 roku z inicjatywy Szmula Ledermana i Arona Fridricha. Mogła ona pomieścić 49 osób. Podczas II wojny światowej Niemcy zdewastowali synagogę.